# Lum
Lum, còn được biết ở Nhật Bản với tên gọi Urusei Yatsura (うる星やつら) là bộ manga của Takahashi Rumiko lần đầu sáng tác vào năm 1978. Tác phẩm này sau đó được chuyển thể thành nhiều dạng anime khác nhau.
Tác phẩm manga được giải thưởng manga Shogakukan năm 1981. Bộ manga này cũng được xem là một nguồn tham khảo xuất sắc về văn hoá và thần thoại Nhật Bản.
Tác phẩm manga xuất hiện trên tạp chí Shonen Sunday (Thiếu niên chủ nhật) đầu tiên vào năm 1978 ở hình thức những đoạn ngắn nhiều kỳ, không thường xuyên. Vì được bạn đọc quan tâm, năm 1979 truyện được xuất bản định kỳ hàng tháng và đến năm 1980 nó được phát hành hàng tuần cho đến khi kết thúc vào năm 1987. Tổng cộng có 34 quyển đơn hành bản được xuất bản, gồm 366 truyện. Nhà xuất bản Trẻ đã mua bản quyền và phát hành trọn bộ manga bằng tiếng Việt tại Việt Nam vào năm 2012 với nhan đề Lum.
Loạt anime truyền hình dài nửa giờ chuyển thể từ truyện bắt đầu phát sóng trên Fuji TV từ 14 tháng 10 năm 1981 đến 19 tháng 3 năm 1986. Tổng cộng có 195 tập phim với 218 truyện (vì các tập đầu gồm 2 phần 15 phút). Loạt phim này sau đó được chiếu trên Animax tại Nhật Bản, trên đài TF1 ở Pháp từ năm 1988 và đài PBS ở Hoa Kỳ từ năm 1998. Một bản anime truyền hình thứ hai dự kiến phát sóng vào tháng 10 năm 2022. Bên cạnh phim truyền hình, nhiều phim truyện và video đã được sản xuất cho đến năm 1993, gồm 6 phim điện ảnh, 11 OVA, 2 chương trình truyền hình đặc biệt.
Urusei Yatsura đã khởi đầu sự nghiệp của Takahashi và nhận được sự đón nhận tích cực trong và ngoài Nhật Bản từ người hâm mộ cũng như các nhà phê bình. Bộ truyện tranh đã có hơn 35 triệu bản được lưu hành, khiến nó trở thành một trong những bộ truyện tranh bán chạy nhất mọi thời đại. Năm 1980, nó nhận được Giải thưởng Manga Shogakukan lần thứ 26 ở hạng mục shōnen, cũng như Giải Seiun lần thứ 18 cho hạng mục Truyện tranh hay nhất năm 1987.

## Tóm tắt
Nội dung truyện bắt đầu khi hành tinh Quỷ (tiếng Nhật: Oni, 鬼) có tham vọng xâm lược Trái đất. Thay vì ép buộc nhường Trái đất, bộ tộc Quỷ cho phép con người đấu tranh với điều kiện tham gia cuộc thi đuổi bắt. Cuộc thi yêu cầu thí sinh đại diện "con người" trong vòng 10 ngày phải chạm được vào sừng trên đầu của thí sinh đại diện "quỷ". Ông Invader - thủ lĩnh bộ tộc Quỷ cho biết máy tính của ông đã chọn ngẫu nhiên thí sinh con người là Ataru Moroboshi - chàng trai học cấp 3 vô cùng ngu ngốc, háo sắc và kém may mắn, và thí sinh quỷ là Lum Invader - con gái xinh đẹp của ông Invader, cũng là công chúa bộ tộc Quỷ.
Ban đầu, Ataru bị vẻ ngoài của Lum hấp dẫn vì cô xuất hiện với bộ bikini hai mảnh màu da cọp (đây cũng là thường phục của Lum, tất cả cư dân hành tinh Quỷ đều mặc quần áo màu da cọp), việc này làm cho Shinobu Miyake - bạn gái thân nhất của Ataru thời thơ ấu, cũng là người Ataru mến nhất những tập đầu truyện ghen tị. Tin chắc chạm vào người Lum không khó, Ataru đắc thắng cho đến khi biết Lum có khả năng bay cao. Với khả năng này, 7 ngày đầu Ataru không thế đuổi kịp Lum. Ngày thứ 8, Ataru giựt được mảnh áo che ngực của Lum, khiến nó bị rách trong lúc Lum cố bay để thoát khỏi Ataru. Lum tìm đến tận nhà Ataru đòi lại nhưng Ataru sống chết không trả. Ngày thứ 9, Lum xuất hiện trong tình trạng không có áo mặc, vì vậy cô ngại giang tay ra để bay, điều này làm năng lực bay của Lum bị yếu. Tuy vậy Lum vẫn đủ sức đá Ataru rớt xuống khi anh cố ôm lấy Lum để bay theo. Thấy Ataru tuyệt vọng vì cầm chắc thất bại, Shinobu hứa chỉ cần Ataru thắng 2 người họ sẽ kết hôn, nghe xong Ataru liền phấn chấn tinh thần. Vào ngày thi cuối, Ataru lừa Lum bằng cách giả vờ trả áo, Lum vừa nắm lấy thì bị giật ngã xuống, sau đó Ataru một tay ôm cổ, một tay chạm vào sừng Lum. Sau khi chiến thắng Ataru la lớn "sắp được lấy vợ rồi!". Toàn bộ khán giả, bao gồm Shinobu, cha mẹ Ataru và cha của Lum nghe được, hiểu lầm Ataru muốn cưới Lum làm vợ, liền ra sức ủng hộ. Shinobu tức giận bỏ đi, còn Lum thì từ đó đem lòng yêu mến, dọn sang ở cùng Ataru.
Lum là một cô gái si tình, vô tư và cá tính. Biết rõ Ataru còn tình cảm với Shinobu, cô vẫn thản nhiên ôm anh trước mặt mọi người khiến Shinobu giận dỗi. Bản tính Ataru vốn háo sắc nên theo đuổi rất nhiều cô gái, vì vậy luôn bị Lum giật điện (phát ra điện và sấm sét là khả năng phi thường thứ hai của Lum). Vì cơ thể Lum luôn phát ra điện ngay cả lúc hưng phấn nên có lần Ataru bị giật đến mức ngất xỉu, từ đó Lum không ôm hay có nhiều cử chỉ gần gũi với anh. Tuy nhiên Lum vẫn luôn gọi Ataru là Darling (tiếng Việt nghĩa là "anh yêu"), luôn đi cùng và xem chừng anh. Lum còn nhập học chung trường cấp 3 với Ataru và được rất nhiều nam sinh trong trường để ý, trong đó có Shutaro Mendo và "Biệt đội của Lum" bao gồm Megane, Perm, Chibi và Kakugari. Năm người này luôn ghen tị với Ataru vì được Lum theo đuổi, nhưng trong một số tập họ lại là bạn thân cùng phe.
Về sau, Shinobu chuyển tình cảm của mình từ Ataru sang Shutaro Mendou vì như bao nữ sinh khác, cô bị choáng ngợp bởi vẻ đẹp trai tao nhã và gia thế quyền quý của Shutaro. Từ đó mối quan hệ của Lum và Shinobu không còn là tình địch mà trở thành bạn học mặc dù không thân thiết. Tuy được nhiều người để ý và cũng tỏ ra thân mật với Shinobu, người Shutaro mến nhất vẫn là Lum vì vẻ xinh đẹp khác người của cô. Bộ 4 Lum - Ataru - Shinobu và Mendou luôn tạo nhiều tình tiết hài hước trong bộ truyện, và thỉnh thoảng tình tiết này xoay quanh tuyến nhân vật phụ như Ryuunosuke, Sakura, Cherry, Ran, Benten, Oyuki, Rei, Ten, Ryoko, Tobimaro,...

## Sản xuất
Năm 1977, Rumiko Takahashi sáng tác truyện ngắn (Những người ngoài hành tinh ích kỷ - Those Selfish Aliens) được đề cử cho giải Nghệ sĩ truyện tranh mới xuất sắc nhất của Shogakukan. Đây sẽ là cơ sở để tạo ra Urusei Yatsura được xuất bản lần đầu tiên một năm sau đó khi Takahashi 21 tuổi. Bộ truyện này là tác phẩm lớn đầu tiên của cô, trước đây chỉ xuất bản truyện ngắn và là sự kết hợp giữa hài kịch lãng mạn, khoa học viễn tưởng, cuộc sống ngoại ô và truyện dân gian Nhật Bản. Tiêu đề của bộ truyện là một cách chơi chữ không thể dịch được của từ urusai (うるさい), có nghĩa là "ồn ào" hoặc "đáng ghét", nhưng được viết bằng ký tự Trung Quốc cho "hành tinh";  tiêu đề có thể dịch đại khái sang tiếng Anh là "Những người ngoài hành tinh đáng ghét".  Bộ truyện xuất hiện lần đầu tiên trên Weekly Shonen Sunday của Shogakukan vào tháng 9 năm 1978. Khi bắt đầu bộ truyện, nó chỉ được lên kế hoạch dài 5 chương. Ataru là nhân vật trung tâm và mỗi chương sẽ có một nhân vật kỳ lạ khác nhau. Nhân vật Lum chỉ xuất hiện trong chương đầu tiên và không có trong chương thứ hai; tuy nhiên, Takahashi quyết định đưa cô ấy vào chương thứ ba. Bộ truyện không thành công ngay lập tức và các chương ban đầu được xuất bản lẻ tẻ. Từ tháng 5 đến tháng 9 năm 1978, cô đồng thời thực hiện một loạt series mang tên Dust Spot; tuy nhiên, sự nổi tiếng ngày càng tăng của Urusei Yatsura khiến cô tập trung vào Urusei và bộ truyện trở thành bộ truyện được phát hành thường xuyên từ giữa năm 1979. 
Takahashi nói rằng cô đã mơ về vũ trụ tổng thể của Urusei Yatsura từ khi còn rất nhỏ. Cô ấy nói rằng bộ truyện "thực sự bao gồm mọi thứ tôi từng muốn làm. Tôi yêu khoa học viễn tưởng vì khoa học viễn tưởng có tính linh hoạt rất cao. Tôi áp dụng phong cách khoa học viễn tưởng cho bộ truyện vì sau đó tôi có thể viết theo bất kỳ cách nào tôi muốn". Cô muốn người đọc hoàn toàn bất ngờ trước khung cảnh tiếp theo và sử dụng những pha hài hước để tạo phản ứng cho người đọc. Khi Takahashi hết ý tưởng, cô ấy sẽ tạo ra các nhân vật mới. Takahashi ở chung một căn hộ nhỏ rộng 150 mét vuông với các trợ lý của mình và ngủ trong tủ quần áo do không đủ chỗ. Trong khi làm việc Urusei Yatsura, cô ấy cũng bắt đầu làm việc tại Maison Ikkoku và sử dụng kinh nghiệm này cũng như kinh nghiệm ở trường đại học của mình làm cơ sở cho bối cảnh của bộ truyện đó. Tên nhân vật thường mang thêm ý nghĩa dùng để mô tả tính cách hoặc những đặc điểm khác của nhân vật. Ví dụ, cái tên Ataru Moroboshi ám chỉ việc bị một ngôi sao đâm vào, ám chỉ người ngoài hành tinh và những người khác tụ tập xung quanh anh ta. Cái tên Shinobu gợi lên một tính cách kiên nhẫn; tuy nhiên, điều này trái ngược với tính cách thực tế của nhân vật. Tương tự như vậy, bối cảnh của bộ truyện là "Tomobiki", có nghĩa là "kết bạn". Tomobiki còn là tên của một ngày mê tín trong hệ thống lịch cũ của Nhật Bản được coi là “không có thắng thua” và diễn ra vào ngày thứ sáu hàng tuần. Tang lễ hiếm khi diễn ra vào ngày này vì người ta tin rằng sẽ sớm có thêm nhiều người chết. Lum được đặt theo tên của Agnes Lum, một người mẫu bikini trong những năm 1970. Việc Lum sử dụng từ tiếng Anh "Darling" để chỉ Ataru là để nhấn mạnh địa vị của cô ấy là một người nước ngoài, cũng như một cách chơi chữ với cái tên Darrin, nhân vật người chồng trong phim Bewitched. 
Các nhân vật Megane, Perm, Kakugari và Chibi là những nhân vật định kỳ xuyên suốt bản chuyển thể anime đầu tiên; tuy nhiên, trong manga họ là những fan hâm mộ Lum và giấu tên, những người ít xuất hiện hơn sau khi Mendo được giới thiệu. Ngược lại, nhân vật Kosuke Shirai đóng một vai trò quan trọng trong manga nhưng không xuất hiện trong bộ anime đầu tiên. Vai trò của anh thường do Perm đảm nhận. Nửa sau của bản chuyển thể anime đầu tiên gần giống với manga hơn nửa đầu. Vào năm 2022, Takahashi nói rằng Urusei Yatsura kết thúc vì cô thấy Shinobu rất vui sau khi nhân vật Inaba được giới thiệu. Takahashi đã tuyên bố rằng cô ấy sẽ không sản xuất thêm bất kỳ nội dung nào cho bộ truyện nữa. 

## Truyền thông

### Manga
Năm 1978, bộ manga bắt đầu được xuất bản nhiều kì từ tuần san số 39 của Shoney Sunday (Shogakukan), và kết thúc trong ấn bản số 8 của tạp chí cùng tên vào năm 1987, gồm 374 chương với hơn 6000 trang. Từ năm 1980 đến tháng 3 năm 1987, tổng cộng có 34 tập với 11 phụ trương được phát hành dạng đơn hành bản. Giữa tháng 7 năm 1989 đến tháng 8 năm 1980, sau kỷ niệm 10 năm từ ngày phát hành đầu tiên, bộ manga đã được in trong 15 tập tái bản khổ rộng. Mỗi tập gồm khoảng 25 chương, in trên giấy chất lượng cao kèm những chi tiết bổ sung. Từ giữa tháng 8 năm 1998 và tháng 12 năm 1999, Urusei Yatsura còn được tái bản dưới dạng văn khổ bản dài hơn 17 tập. Mỗi tập đều có lời tựa của những tác giả manga khác nhau thảo luận về ảnh hưởng của bộ manga đối với họ. Lần tái bản tiếp theo là từ giữa tháng 7 năm 2000 đến tháng 9 năm 2004, với tên bìa My First Big. Phiên bản lần này cũng tương tự như bản đơn hành bản, nhưng sử dụng giấy chất lượng thấp và được bán với giá rẻ hơn. Từ 17 tháng 11 năm 2006 đến 18 tháng 3 năm 2008, bộ manga một lần nữa được tái bản dưới dạng shinsoban gồm hơn 34 tập. Ấn bản này cũng như đơn hành bản, nhưng có bìa mới và kèm theo một phần đặc biệt gồm hình vẽ của các tác giả manga đang phổ biến.
Sau các yêu cầu từ người hâm mộ, Viz Media phát hành phiên bản tiếng Anh của bộ truyện ở Bắc Mỹ dưới tiêu đề Lum * Urusei Yatsura. Mặc dù có một khởi đầu rất tốt nhưng lượng bán ra đã giảm sau 7 tập đầu. Sau một thời gian dài, Urusei Yatsura đã được giới thiệu lại trong nguyệt san Animerica do Viz xuất bản, chính vì vậy, lần tái bản này bộ manga có tên "Sự trở lại của Lum". Ấn bản tiếng Anh kết thúc vào năm 1998 và hiện không còn phát hành nữa. Mười một tập đầu của phiên bản tiếng Nhật bị kiểm duyệt, một số chương bị cắt bỏ và bộ truyện tổng cộng 9 tập đã được phát hành.

### Anime
Bộ truyện đã được Kitty Films chuyển thể thành loạt phim hoạt hình truyền hình phát sóng trên Fuji TV từ ngày 14 tháng 10 năm 1981 đến ngày 19 tháng 3 năm 1986. Các tập của mùa đầu tiên thường bao gồm hai câu chuyện dài 15 phút mỗi tập, tạo nên một tổng cộng 194 tập với 213 câu chuyện, 106 tập đầu tiên do Mamoru Oshii đạo diễn và phần còn lại do Kazuo Yamazaki đạo diễn. Sáu bài hát mở đầu và chín bài hát kết thúc đã được sử dụng trong suốt bộ phim. 
Vào ngày 10 tháng 12 năm 1983, bản phát hành VHS đầu tiên của bộ truyện đã có mặt tại Nhật Bản. Bộ truyện cũng được phát hành trên 50 đĩa Laser. Một bản phát hành VHS khác trên 50 băng cassette bắt đầu vào ngày 17 tháng 3 năm 1998 và kết thúc vào ngày 19 tháng 4 năm 2000. Hai bộ hộp DVD của loạt phim này được phát hành từ ngày 8 tháng 12 năm 2000 đến ngày 9 tháng 3 năm 2001. Tiếp theo là 50 tập riêng lẻ từ ngày 24 tháng 8 năm 2001 đến ngày 23 tháng 8 năm 2002. Để kỷ niệm 35 năm anime, một bản chuyển HD mới đã được tạo và phát hành trên Blu-ray ở Nhật Bản. Bộ hộp Blu-ray đầu tiên của bộ phim được phát hành vào ngày 27 tháng 3 năm 2013, bộ hộp thứ tư được phát hành vào ngày 26 tháng 3 năm 2014. Để quảng bá cho Blu-ray, anime đã được phát sóng lại ở độ phân giải cao trên kênh Kids Station. 
Vào ngày 1 tháng 1 năm 2022, bộ phim truyền hình chuyển thể thứ hai đã được công bố và công chiếu trên khối lập trình Noitamina của Fuji TV vào ngày 14 tháng 10 năm 2022. Bộ phim do David Production sản xuất và Takahiro Komei, Hideya đạo diễn Takahashi và Yasuhiro Kimura, với kịch bản do Yūko Kakihara viết, thiết kế nhân vật và chỉ đạo hoạt hình chính bởi Naoyuki Asano và Masaru Yokoyama soạn nhạc. Bộ phim đã được công bố gồm 46 tập dài gồm bốn phần được chia thành hai phần, với phần hai phần đầu tiên được phát sóng từ tháng 10 năm 2022 đến tháng 3 năm 2023, và hai phần thứ hai two-cour Season được công chiếu vào tháng 1 năm 2024. Sentai Filmworks đã cấp phép cho loạt phim này ở Bắc Mỹ, Châu Âu, Châu Đại Dương và một số lãnh thổ Châu Mỹ Latinh và Châu Á được chọn. 

### Phim
Trong thời gian chiếu loạt phim đầu tiên trên truyền hình, bốn bộ phim chiếu rạp đã được sản xuất. Urusei Yatsura: Only You do Mamoru Oshii đạo diễn và bắt đầu chiếu tại các rạp chiếu phim Nhật Bản vào ngày 11 tháng 3 năm 1983. Urusei Yatsura 2: Beautiful Dreamer do Mamoru Oshii đạo diễn và được phát hành vào ngày 11 tháng 2 năm 1984. Urusei Yatsura 3: Remember My Love do Kazuo Yamazaki đạo diễn và phát hành vào ngày 26 tháng 1 năm 1985. Urusei Yatsura 4: Lum the Forever lại do Kazuo Yamazaki đạo diễn và phát hành vào ngày 22 tháng 2 năm 1986. 
Sau khi kết thúc loạt phim truyền hình đầu tiên, hai bộ phim nữa cũng được sản xuất. Một năm sau khi bộ phim truyền hình kết thúc, Urusei Yatsura: The Final Chapter do Satoshi Dezaki đạo diễn và được phát hành vào ngày 6 tháng 2 năm 1988, nhân kỷ niệm 10 năm. Nó được chiếu dưới dạng hóa đơn kép với phim Maison Ikkoku. Bộ phim cuối cùng, Urusei Yatsura: Always My Darling, do Katsuhisa Yamada đạo diễn và được phát hành vào ngày 18 tháng 8 năm 1991. 

### OVA
Vào ngày 24 tháng 9 năm 1985, (Tiệc trà tháng 9 đặc biệt của Ryoko - Ryoko's September Tea Party) được ra mắt bao gồm sự kết hợp của các cảnh quay đã phát sóng trước đó với 15 phút nội dung mới. Một năm sau, vào ngày 15 tháng 9 năm 1986, Album tưởng niệm được phát hành, trộn lẫn những thước phim mới và cũ. Vào ngày 18 tháng 7 năm 1987, chương trình truyền hình đặc biệt Inaba the Dreammaker được phát sóng trước khi phát hành dưới dạng video. Tiếp theo là Raging Sherbet vào ngày 2 tháng 12 năm 1988 và bởi Chồng sắp cưới của Nagisa bốn ngày sau đó vào ngày 8 tháng 12. The Electric Appliance Guard được phát hành vào ngày 21 tháng 8 năm 1989 và tiếp theo là I Howl at the Moon vào ngày 1 tháng 9. Tiếp theo là Goat and Cheese vào ngày 21 tháng 12 và Catch the Heart vào ngày 27 tháng 12 năm 1989. Cuối cùng, Terror of Girly-Eyes Measles và Date with a Spirit được phát hành vào ngày 21 tháng 6 năm 1991.
Vào ngày 23 tháng 12 năm 2008, một tác phẩm đặc biệt đã được trình chiếu tại triển lãm It's a Rumic World về các tác phẩm của Rumiko Takahashi. Với tựa đề (Cuộc gặp gỡ bơi vượt chướng ngại vật - The Obstacle Course Swim Meet), đây là nội dung hoạt hình đầu tiên của loạt phim sau 17 năm. Vào ngày 29 tháng 1 năm 2010, một bộ đóng hộp đã được phát hành bao gồm tất cả các sản phẩm đặc biệt gần đây của Rumiko Takahashi từ triển lãm Rumic World. Với tiêu đề Đó là một thế giới Rumic, bộ đóng hộp có The Obstacle Course Swim cũng như hình của Lum.

### Truyền thông khác
Một số lượng lớn album LP đã được phát hành sau khi bộ phim bắt đầu phát sóng. Album nhạc phim đầu tiên là Music Capsule , được phát hành vào ngày 21 tháng 4 năm 1982, và album tiếp theo, Music Capsule 2, được phát hành vào ngày 21 tháng 9 năm 1983. Một bản tổng hợp, The Hit Parade, được phát hành vào tháng 7 năm 1983, và The Hit Parade 2 được phát hành vào ngày 25 tháng 5 năm 1985. Một album bìa của Yuko Matsutani, Yuko Matsutani Songbook, được phát hành vào ngày 21 tháng 5 năm 1984. Nữ diễn viên lồng tiếng cho Lum Fumi Hirano cũng phát hành một album bìa, Fumi no Lum Song, được phát hành vào ngày 21 tháng 5 năm 1985.
Hai cuốn sách sưu tầm tất cả các tác phẩm nghệ thuật màu của Takahashi trong bộ truyện đã được phát hành với tựa đề Urusei Yatsura: Perfect Color Edition. Cả hai cuốn sách đều được phát hành vào ngày 18 tháng 1 năm 2016 và bao gồm một cuộc phỏng vấn mới với Takahashi.

## Đón nhận
Takahashi cho biết phần lớn người hâm mộ Nhật Bản của Urusei Yatsura là học sinh trung học và sinh viên đại học. Độc giả nhỏ nhất là 15 tuổi, nhưng phần lớn nghiêng về những nam giới lớn tuổi hơn. Bà nói rằng việc độc giả gần tuổi mình sẽ khiến bà dễ dàng hơn khi sáng tác, đồng thời bày tỏ niềm hạnh phúc khi những người cùng thế hệ với bà cũng thích bộ manga này. Takahashi nói thêm về việc bà cảm thấy thất vọng khi Urusei Yatsura đã không được nhiều trẻ em yêu thích, và cho rằng bộ truyện có thể quá khó cho trẻ em tiếp nhận được. Bà tin tưởng "manga cơ bản là dành cho trẻ em, và có lẽ Urusei Yatsura thiếu những điều kiện cần thiết để được trẻ yêu thích".
Năm 1981, tác phẩm manga đã nhận được giải thưởng manga Shogakukan. Bộ manga này cũng được xem là một nguồn tham khảo xuất sắc về văn hoá và thần thoại Nhật Bản.
Trong quyển Hướng dẫn toàn thư về manga (Manga: The Complete Guide) của Mỹ, Jason Thompson nhắc đến manga như là "Một sự kết hợp vui nhộn của những yếu tố khoa học viễn tưởng, cổ tích, những mẩu chuyện ma cùng nhiều cô gái dễ thương". Ông còn viết rằng Lum là "cô gái trong mơ của những otaku thực thụ". Ông đánh giá bộ manga đạt 4/4 sao. Christina Carpenter của tờ THEM Anime khen ngợi các nhân vật và sự hài hước của bộ anime. Bà nhấn mạnh ảnh hưởng của bộ anime đến hàng loạt sản phẩm anime khác trong những năm qua. Carpenter kết luận rằng bộ anime là một "tác phẩm kinh điển độc đáo của Nhật Bản và khó lòng tha thứ được vì đã chiếm hết số sao mà chúng ta có thể bầu chọn" đồng thời đánh giá bộ anime 5/5 sao. Trong một cuộc phỏng vấn với Ex.org, ông Fred Schodt đã thể hiện sự bất ngờ về tính phổ biến của phiên bản Urusei Yatsura tiếng Anh vì trước đó ông tin rằng những khác biệt văn hóa sẽ là cả một vấn đề.
Trong Bách khoa thư về anime (The Anime Encyclopedia), Jonathan Clements và Helen McCarthy nhận xét bộ phim là "một The Simpsons (một phim hoạt hình nổi tiếng ở Mỹ) của Nhật Bản trong việc sử dụng tính hài hước trong nước cũng như việc lưu ý AnimEigo (công ty giải trí ở Mỹ) quan tâm phần ghi chú thích cho những người không quen thuộc với văn hóa Nhật Bản. Họ kết luận bộ anime đem lại "sự thích thú từ đầu tới cuối" và "hoàn toàn xứng đáng với tình hình sở thích của người hâm mộ hiện nay".